# 埃皮讷斯
埃皮讷斯（法語：Épineuse，法語發音：[epinøz]）是法国瓦兹省的一个市镇，位于该省中部，属于克莱蒙区。

## 地理
埃皮讷斯（49°23'50"N, 2°33'15"E）面积7.12 平方千米，位于法国上法蘭西大區瓦兹省，该省份为法国北部内陆省份，北起索姆省，西接厄尔省和滨海塞纳省，南至塞纳-马恩省和瓦兹河谷省，东临埃纳省。
与埃皮讷斯接壤的市镇（或旧市镇、城区）包括：富约斯、阿夫里尼、巴约勒勒索克、曼布维尔、卡特努瓦、大萨西。

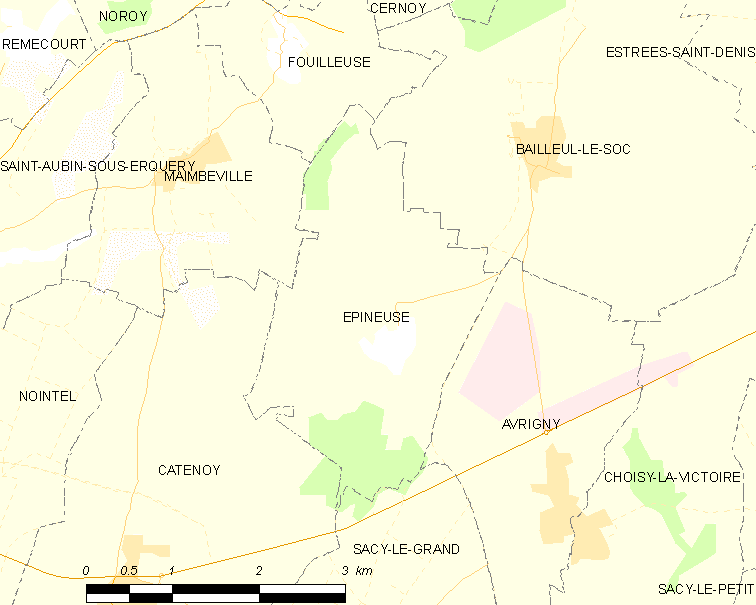
埃皮讷斯的OSM定位图

埃皮讷斯的时区为UTC+01:00、UTC+02:00（夏令时）。

## 行政
埃皮讷斯的邮政编码为60190，INSEE市镇编码为60210。

## 政治
埃皮讷斯所属的省级选区为埃斯特雷圣但尼县。

## 人口

1962-2008年间埃皮讷斯人口变化图示

埃皮讷斯于2022年1月1日时的人口数量为282人。